# Lacon-Massa
Los Lacon-Massa fueron la familia gobernante del Juzgado de Cagliari desde 1188 hasta su desaparición en 1258. La dinastía se originó con Guillermo I Salusio IV, hijo del matrimonio entre Giorgia de la familia Lacon-Gunale, segunda hija del juez Constantino II Salusio III, y el ligur Oberto Obertenghi de la familia Obertenghi, marqués de Massa y Córcega.

## Representantes de la dinastía Lacon-Massa
- Guillermo I Salusio IV. Juez de Cagliari y marqués de Massa y Córcega, hijo de Oberto Obertenghi y Giorgia de Lacon-Gunale.
- Benedetta de Cagliari. Juez de Cagliari, hija de Guillermo I Salusio IV y Adelaida Malaspina.
- Guillermo II Salusio V. Juez de Cagliari, hijo de Benedetta de Cagliari y Barisone Torchitorio IV.
- Giovanni Torchitorio V. Juez de Cagliari, hijo de Guillermo II Salusio V y a de Serra.[2]
- Guillermo III Salusio VI. Último juez de Cagliari, primo de Giovanni Torchitorio V (Guillelmo fratri et consonbrino domini Chiani illustri et illustris marchionis Masse).[1]